# Pamana
Otok Pamana (Dana, Dona, Ndana) je mali otok u blizini otoka Rote u indonezijskoj pokrajini Istočni Mali sundski otoci, u otočju Malih sundskih otoka i najjužnija točka Azije (po drugom tumačenju, to je Južni otok, Kokosovi otoci). Nalazi se točno na geografskoj širini 11° južno. Administrativno je ovaj otok dio Namjesništva Rote Ndao. Na jugu graniči s otocima Ashmore i Cartier.
Otok nastanjuju neki jeleni, razne vrste ptica, a svake godine ga posjećuju kornjače koje dolaze polagati jaja.